# 舍加爾卡河
舍加爾卡河（羅馬化：Shegarka）是俄羅斯的河流，屬於鄂畢河的左支流，由托木斯克州和新西伯利亞州負責管轄，河道全長382公里，流域面積12,000平方公里，發源自瓦休甘平原，河水主要來自融雪，每年十月至翌年五月結冰。